# Pristava Krapinska
Pristava Krapinska is een plaats in de gemeente Krapina in de Kroatische provincie Krapina-Zagorje. De plaats telt 244 inwoners (2001).